# Панасюк Данило Віталійович
Панасюк Данило Віталійович (13 січня 1997, Київ, Україна) — український військовий журналіст, військовослужбовець, капітан ЗСУ, учасник російсько-української війни.

## Життєпис
Данило Панасюк народився 13 січня 1997 року у м. Київ, Україна[джерело?].
У 2014 році закінчив Київський військовий ліцей імені Івана Богуна, а у 2019 — Військовий інститут Київського національного університету імені Тараса Шевченка за спеціальністю «журналістика».

## Військова служба
З 2019 року працював як військовий журналіст Центральної телерадіостудії Міністерства оборони України у районі бойового зіткнення «ООС» на Сході України. З початком повномасштабної російсько-української війни на інших напрямках (Київська область, Чернігівська область, Миколаївська область, Запоріжжя) висвітлював російсько-українську війну.

## Журналістська діяльність
Під час служби на Центральній телерадіостудії Міністерства оборони України працював над проєктами:«Рекрут.UA», «11 запитань». У січні 2023 року запустив телепроєкт «ТИ В ЗСУ» про 801-й окремий підводний протидиверсійний загін ВМС, де показав роботу секретного підрозділу та на собі випробував основну роботу спецпризначенців, серед якої занурення під воду. Телепроєкт має на меті розповісти про найрізноманітніші підрозділи Збройних сил України, привернути увагу молодого покоління, рекрутинг новобранців до лав Збройних Сил України.
Телепроєкт «ТИ В ЗСУ» також транслювали на 24 Каналі та українському медіасервісові MEGOGO.